# Daniel Rivas
Leonardo Daniel Rivas Conge (Paraguarí, 6 de diciembre de 2001) es un futbolista paraguayo que juega como lateral izquierdo en Cerro Porteño de la Primera División de Paraguay.

## Trayectoria
Daniel Rivas se formó en las divisiones juveniles del Club Cerro Porteño. Debutó en la Primera División de Paraguay el 13 de julio de 2019 en la victoria de Cerro Porteño por 2 a 0 ante Deportivo Santaní.
Fue campeón del Apertura 2020 y Clausura 2021 con Cerro Porteño. En 2024, fue cedido a préstamo a Nacional por una temporada.
En 2025, retornó a Cerro.

## Selección nacional

### Sub-23
Fue campeón con la selección de Paraguay Sub-23 del Preolimpico Sudamericano Sub-23 disputado en Venezuela en 2024. Disputó los 4 partidos de la albirroja en Juegos Olímpicos de París 2024.

### Absoluta
En septiembre de 2024, recibió su primera convocatoria a la selección absoluta a causa de la lesión de Santiago Arzamendia para disputar el combo de partidos de Eliminatorias Sudamericanas 2026 ante Uruguay y Brasil.

## Estadísticas

### Clubes
Actualizado a febrero de 2025
| Club                   | Div.          | Temporada | Liga  | Liga  | Liga   | Copas nacionales | Copas nacionales | Copas nacionales | Copas internacionales | Copas internacionales | Copas internacionales | Total | Total | Total  |  |
| Club                   | Div.          | Temporada | Part. | Goles | Asist. | Part.            | Goles            | Asist.           | Part.                 | Goles                 | Asist.                | Part. | Goles | Asist. |  |
| ---------------------- | ------------- | --------- | ----- | ----- | ------ | ---------------- | ---------------- | ---------------- | --------------------- | --------------------- | --------------------- | ----- | ----- | ------ |  |
| Cerro Porteño Paraguay | 1.ª           | 2019      | 7     | 0     | -      | 0                | 0                | -                | 0                     | 0                     | -                     | 7     | 0     | -      |  |
| Cerro Porteño Paraguay | 1.ª           | 2020      | 3     | 0     | -      | -                | -                | -                | 0                     | 0                     | -                     | 3     | 0     | -      |  |
| Cerro Porteño Paraguay | 1.ª           | 2021      | 9     | 0     | -      | 1                | 0                | -                | 0                     | 0                     | -                     | 10    | 0     | -      |  |
| Cerro Porteño Paraguay | 1.ª           | 2022      | 15    | 0     | -      | 1                | 0                | -                | 6                     | 0                     | -                     | 22    | 0     | -      |  |
| Cerro Porteño Paraguay | 1.ª           | 2023      | 15    | 1     | -      | 0                | 0                | -                | 5                     | 0                     | -                     | 20    | 1     | -      |  |
| Nacional Paraguay      | 1.ª           | 2024      | 29    | 1     | -      | 3                | 0                | -                | 10                    | 1                     | -                     | 42    | 2     | -      |  |
| Cerro Porteño Paraguay | 1.ª           | 2025      | 6     | 0     | -      | 0                | 0                | -                | 3                     | 0                     | -                     | 9     | 0     | -      |  |
| Total carrera          | Total carrera | 81        | 2     | -     | -      | 5                | 0                | -                | 21                    | 1                     |                       | 113   | 3     |        |  |

### Selección nacional Sub-23
| Torneo                          | Año   | Partidos | Goles |
| ------------------------------- | ----- | -------- | ----- |
| Preolímpico Sudamericano Sub-23 | 2024  | 5        | 1     |
| Juegos Olímpicos de París 2024  | 2024  | 4        | 0     |
| Total                           | Total | 9        | 1     |

## Palmarés

### Títulos nacionales
| Título           | Club          | País     | Año    |
| ---------------- | ------------- | -------- | ------ |
| Primera División | Cerro Porteño | Paraguay | 2020-A |
| Primera División | Cerro Porteño | Paraguay | 2021-C |

### Títulos internacionales
| Título                          | Club (*)                     | Lugar     | Año  |
| ------------------------------- | ---------------------------- | --------- | ---- |
| Preolímpico Sudamericano Sub-23 | Selección Sub-23 de Paraguay | Venezuela | 2024 |

(*) Incluyendo la selección.